# Parexogone seychellensis
Parexogone seychellensis är en ringmaskart som beskrevs av Böggemann och Westheide 2004. Parexogone seychellensis ingår i släktet Parexogone och familjen Syllidae. Inga underarter finns listade i Catalogue of Life.